# 뫼비우스 증후군
뫼비우스 증후군(Möbius syndrome)은 매우 드문 신경 이상 증후군이다. 이 증후군에 걸리면 기쁘거나 아프거나 슬퍼도 아무런 표정이 생기지 않게 된다. 이는 안면 마비와 안구 운동 장애로 생기는데 표정을 지을 수 없을 뿐만 아니라 음식을 잘 먹지도 못하는 등 생활하는데 악영향을 미친다. 태어날 때부터 증상이 나타난다. 
6번째와 7번째 뇌신경에 이상이 있거나 발달에 문제가 생겨 증상이 나타난다. 잠을 잘 때 눈을 감지 못해 눈궤양이나 안검하수증이 생길 가능성이 있다.